# 五十嵐匠
五十嵐 匠（いがらし しょう、1958年9月16日 - ）は、日本の映画監督。

## 経歴
青森県出身。青森県立弘前高等学校卒業後、立教大学に入学。在学中に自主製作映画『幻影肢』が長谷川和彦の目に留まり池袋の映画館で上映されることとなった。卒業後は、テレビ業界入りしてTBSのドキュメンタリー番組『兼高かおる世界の旅』の製作に携わった。映画界入りした後は四宮鉄男に師事する。

## 作品リスト

### 監督作品
映画
- 死期（1979年）（8ミリ15分）
- 幻影肢（1980年）（8ミリ45分）
- 埴輪（1981年）（8ミリ20分）
- 津軽 TSUGARU（1989）
- ナンミン・ロード（1992）
- SAWADA 青森からベトナムへ ピュリッツァー賞カメラマン沢田教一の生と死（1996）
- 地雷を踏んだらサヨウナラ（1999）
- 天国までの百マイル（2000） （協力監督）
- みすゞ（2001）
- HAZAN（2003）
- アダン（2005）
- 長州ファイブ（2006）
- 半次郎（2010）
- ちちり（2010）
- 十字架（2015）
- 二宮金次郎（2019）
- 島守の塔（2022年）

テレビ
- 我はゴッホになる! 〜愛を彫った男・棟方志功とその妻〜（2008）
- シークレット・ハネムーン（2012）
- 魔境温泉〜秘湯をさがして〜（2012）
- アイドルマン（2013）
- ディスカバーデッド（2013）（1話15分。全4話　フジテレビTWO）
- プリズン・オフィサー（2015）（1話約25分。全4話dビデオ powered by BeeTV）